# Pablo Lyle
Pablo Lyle (né Pablo Daniel Lyle López le 18 novembre 1986, Mazatlán, Sinaloa, Mexique), est un acteur mexicain.

## Carrière
Pendant son enfance et son adolescence, il étudie dans une école catholique dans sa ville natale. Une fois diplômé, il commence sa carrière dans le monde du mannequinat. 
En 2005, il choisit une autre orientation professionnelle : le cinéma.

## Filmographie
| Télévision | Télévision             | Télévision                                   | Télévision            | Télévision |
| Année      | Titre                  | Personnage                                   | Remarques             |            |
| ---------- | ---------------------- | -------------------------------------------- | --------------------- | ---------- |
| 2006       | Código postal          | Emanuel Pérez López                          | Antagoniste           |            |
| 2009       | Verano de amor         | Baldomero "Baldo" Pérez Olmos                | Protagoniste          |            |
| 2011       | Una familia con suerte | Pepe López Torrés                            | Co-protagoniste       |            |
| 2012       | Cachito de cielo       | Matías Salazar Silva / Matías Landeros Silva | Antagoniste principal |            |
| 2013-2014  | Por siempre mi amor    | Esteban Narváez Gutiérrez                    | Protagoniste          |            |
| 2014-2015  | La sombra del pasado   | Cristóbal Mendoza de la Parra                | Protagoniste          |            |

## Théâtre
- 2015 : Divorciémonos mi amor : Diego